# إعلام ودعاية الكتلة الشرقية
كانت وسائل الإعلام والدعاية للكتلة الشرقية تخضع لسيطرة مباشرة من قبل الحزب الشيوعي في كل بلد، والذي سيطر على الإعلام الحكومي، والرقابة، والدعاية. كانت ملكية الدولة والحزب لوسائل الإعلام المطبوعة، والمرئية، والإذاعية وسيلة مهمة للسيطرة على المعلومات والمجتمع في ظل قيادات الكتلة الشرقية التي تنظر حتى إلى المجموعات المهمشة من المثقفين المعارضين على أنها تهديد محتمل لقواعد القوة الشيوعية.
حدث التحايل على مراقبة النشر إلى حد ما من خلال الساميزدات (هو نوع من الكتابة والنشر مارسه المنشقون في الاتحاد السوفييتي ودول الكتلة الشرقية تحديًا للرقابة على الكتابات المعارضة) والاستقبال المحدود للبث الإذاعي والتلفزيوني الغربي. بالإضافة إلى ذلك، قيدت بعض الأنظمة بشكل كبير تدفق المعلومات من بلدانها إلى خارج الكتلة الشرقية من خلال التنظيم الشديد لسفر الأجانب والفصل بين المسافرين المُوافق على سفرهم والسكان المحليين.

## الخلفية

### النشوء
تولى البلاشفة السلطة بعد الثورة الروسية عام 1917. خلال الحرب الأهلية الروسية التي تلت ذلك، تزامنًا مع دخول الجيش الأحمر إلى مينسك في عام 1919، أُعلن عن أن بيلاروسيا أصبحت جمهورية بيلاروسيا الاشتراكية السوفيتية. بعد اشتداد الصراع، أُعلن رسميًا عن جمهورية بيلاروس الاشتراكية السوفيتية في عام 1920. ومع هزيمة أوكرانيا في الحرب البولندية الأوكرانية، بعد سلام ريغا في مارس 1921 وبعد الحرب البولندية السوفيتية، ضُم وسط وشرق أوكرانيا إلى الاتحاد السوفيتي باسم جمهورية أوكرانيا الاشتراكية السوفيتية. في عام 1922، اتحد كُلًا من جمهورية روسيا الاتحادية الاشتراكية السوفيتية، وجمهورية أوكرانيا الاشتراكية السوفيتية، وجمهورية بيلاروس الاشتراكية السوفيتية، وجمهورية ما وراء القوقاز السوفيتية الاشتراكية، مشكلين اتحاد الجمهوريات الاشتراكية السوفيتية (الاتحاد السوفيتي).
في نهاية الحرب العالمية الثانية، كان الاتحاد السوفيتي يسيطر على جميع عواصم أوروبا الشرقية والوسطى. خلال المراحل الأخيرة من الحرب، بدأ الاتحاد السوفيتي في إنشاء الكتلة الشرقية عن طريق احتلال عدد من الدول مثل جمهوريات الاتحاد السوفيتي التي تنازلت عنها ألمانيا النازية فعليًا في اتفاق مولوتوف-ريبنتروب. وشمل الاتفاق بولندا الشرقية (التي دُمجت إلى دولتين في الاتحاد السوفيتي)، ولاتفيا (التي أصبحت جمهورية لاتفيا الاشتراكية السوفيتية)، وإستونيا (أصبحت جمهورية إستونيا الاشتراكية السوفيتية)، وليتوانيا (أصبحت جمهورية ليتوانيا الاشتراكية السوفيتية)، وجزء من شرق فنلندا (أصبحت الجمهورية الكريلية – الفنلندية السوفيتية الاشتراكية) وشمال شرق رومانيا (أصبحت جمهورية مولدوفا الاشتراكية السوفيتية).
بحلول عام 1945، بلغ إجمالي هذه الدول الملحقة الإضافية نحو 180,000 ميل مكعب (465,000 كم مربع)، أو أكثر بقليل من مساحة ألمانيا الغربية وألمانيا الشرقية والنمسا مجتمعة. انضمت بلدان أخرى إلى الدول التابعة للاتحاد السوفيتي، مثل جمهورية بولندا، وجمهورية المجر الشعبية، وجمهورية تشيكوسلوفاكيا الاشتراكية، وجمهورية رومانيا الاشتراكية، وجمهورية ألبانيا الشعبية الاشتراكية، وفيما بعد ألمانيا الشرقية من منطقة الاحتلال السوفيتي. كما اعتُبرت جمهورية يوغوسلافيا الاشتراكية الاتحادية بشكل خاطئ جزءًا من الكتلة على الرغم من انفصال تيتو-ستالين الذي حدث في عام 1948، وتلاه تشكيل حركة عدم الانحياز.

### الظروف
كان لروسيا مكانة بارزة في جميع أنحاء الكتلة الشرقية، سواء كان في الاتحاد السوفييتي أو في أي مكان آخر، وكان يشار إليها باسم (الأمة الأكثر تميزًا) و(الشعب الرئيسي). شجع السوفييت إجلال كل شيء روسي وإعادة إنتاج تسلسلات البنية الشيوعية الخاصة بهم في كل دولة من دول الكتلة.
كانت السمة المميزة للشيوعية بالشكل الذي طُبقت فيه في الكتلة الشرقية هي التكافل الفريد من نوعه للدولة مع المجتمع والاقتصاد، والذي أدى إلى خسارة السياسة والاقتصاد لمميزاتها كميادين مستقلة ومميزة. في البداية، ترأس ستالين الأنظمة التي رفضت الخصائص المؤسسية الغربية لاقتصاديات السوق، والحكم متعدد الأحزاب (الذي يُطلق عليه «الديمقراطية البرجوازية» في اللغة السوفييتية) وسيادة القانون التي تغلبت على التدخل النسبي من قبل الدولة. فرض السوفييت مصادرة الملكيات الخاصة وخصخصتها.
لم تُعد الأنظمة التي نشأت على النمط السوفيتي في الكتلة الشرقية إنتاج الاقتصاد السوفيتي المُوجه فقط، لكن أيضًا تبنت الطرق الوحشية التي استخدمها جوزيف ستالين والشرطة السرية السوفيتية لقمع المعارضة الحقيقية والمحتملة. اعتبرت الأنظمة الشيوعية في الكتلة الشرقية المجموعات الهامشية من المعارضين المثقفين على أنها تهديد محتمل بسبب الأساس الكامن في السلطة الشيوعية. كان قمع المعارضين ومخالفي الرأي شرطًا مسبقًا مركزيًا لأمن السلطة الشيوعية داخل الكتلة الشرقية، رغم أن درجة قمع المعارضة والمنشقين كان تختلف حسب البلد والفترة الزمنية.
في الحين الذي هاجر فيه 15 مليون من سكان الكتلة الشرقية غربًا منذ عام 1945 حتى عام 1949، توقفت الهجرة فعليًا في بدايات خمسينيات القرن العشرين، مع سعي السوفييت للسيطرة على الحركة الوطنية المقتدية بمعظم باقي الكتلة الشرقية. علاوة على ذلك، مرت الكتلة الشرقية بسوء تنمية اقتصادي من قبل مخططين مركزيين جعل هذه المدن تتبع طريقًا من التنمية الشاملة بدلًا من التنمية المكثفة، وبالتالي تخلفت كثيرًا عن نظيراتها الأوروبية الغربية من ناحية نصيب الفرد من ناتج الإجمالي المحلي.

## القيود المفروضة على وسائل الإعلام والمعلومات

### التحكم بوسائل الإعلام والمعلومات
كانت الدولة في الكتلة الشرقية تمتلك وتدير وسائل الإعلام والاتصال الجماهيرية. اعتبرت السلطات الحاكمة وسائل الإعلام وسيلة للدعاية، ومارست الرقابة بشكل واسع لتطبيق سيطرة كاملة تقريبًا على نشر المعلومات. كانت الصحافة في الدول الشيوعية الناطق الرسمي للدولة ويُعتمد عليها بالكامل. كانت الدولة تمتلك جميع مؤسسات الراديو والتلفزيون (ومُسيطر عليها بالكامل) حتى نهايات ثمانينيات القرن العشرين، بينما كانت المؤسسات السياسية، معظمها من الحزب الشيوعي المحلي، تمتلك وسائل الإعلام المطبوعة.
كانت المنظمات الشبابية التابعة للحزب الشيوعي تمتلك الصحف والمجلات الشبابية. كانت الهيئة المسيطرة في الاتحاد السوفييتي هي «الهيئة الدولية للاتحاد السوفييتي للبث الإذاعي والتلفزيوني»، أو ما يسمى غوستيلاراديو الاتحاد السوفييتي، والذي كان مسؤولًا عن التلفزيون والراديو في الاتحاد السوفييتي.
سيطر الحزب الشيوعي على وسائل الإعلام وكان مسؤولًا عن الرقابة. كانت وسائل الإعلام شكلًا مهمًا من أشكال السيطرة على المعلومات وبالتالي على المجتمع. اعتبرت سلطات الكتلة الشرقية نشر المعلومات وتصويرها أساسيًا لبقاء الشيوعية وبالتالي كبتت المفاهيم البديلة والانتقادات. نُشرت العديد من صحف الدولة التابعة للحزب الشيوعي. كانت الإذاعة في البداية هي الوسيلة المهيمنة، مع اعتبار التلفزيون ذو أولوية أقل في قائمة الأولويات عند إعداد الخطط الخمسية أثناء التحول الصناعي في خمسينيات القرن العشرين.

### الرقابة وسحق المعارضة
كانت الرقابة في الكتلة الشرقية صارمة، على الرغم من السيطرة عليها من قبل أولئك المشاركين في ساميزدات. كانت مؤسسات الرقابة في دول الكتلة منظمة بشكل مختلف. على سبيل المثال، كانت الرقابة في بولندا محددة بوضوح في حين إنها كانت مفتقرة إلى الدقة في التنظيم، لكن لا تقل فعالية، في المجر. فُرضت الرقابة الشديدة في جمهورية ألبانيا الشعبية وجمهورية يوغسلافيا الاتحادية الشعبية في بدايات عام 1944، على الرغم من أنها خُففت في يوغسلافيا بعد انقسام تيتو ستالين في عام 1948. على عكس باقي الكتلة الشرقية، كان يوجد حرية نسبية على مدى ثلاث سنوات في يوغسلافيا حتى طُبقت الرقابة على النمط السوفييتي بشكل كامل في عام 1948، جنبًا على جنب مع الثورة التشيكسلوفاكية.
فرضت وزارات الثقافة المتنوعة على امتداد الكتلة قيودًا صارمة على الكُتّاب. عكست المنتجات الثقافية حاجات الدولة للدعاية وطبقت الرقابة التي وافق عليها الحزب سيطرة صارمة في السنوات الأولى. خلال الفترة الستالينية، كانت حتى تنبؤات الطقس تتغير في حال كانت تشير بطريقة ما إلى أن الشمس قد لا تشرق في يوم عيد العمال. كانت تُضبط تقارير الطقس في رومانيا تحت إشراف نيكولا تشاوشيسكو، بحيث لا يمكن تسجيل ارتفاع الحرارة أو انخفاضها فوق أو ما دون المستويات التي تتطلب توقف العمل.
مارست الهيئات القيادية في الحزب الشيوعي الحاكم، في كل بلد، سيطرة هرمية على نظام الرقابة. كان لكل حزب شيوعي قسم في جهاز اللجنة الشيوعية المركزية للإشراف على وسائل الإعلام. استخدم المراقبون أدوات مساعدة مثل سلطة إطلاق أو إغلاق أي صحيفة أو محطة إذاعية أو محطة تلفزيون، وترخيص الصحفيين من خلال النقابات وسلطة التعيين. شغل البيروقراطيون في الحزب جميع المناصب التحريرية القيادية. عمل واحد أو اثنان من ممثلي وكالات الرقابة على غرار جلافلت (المديرية العامة لحملة أسرار الدولة في الصحافة التابعة لمجلس وزراء اتحاد الجمهوريات الاشتراكية السوفييتية) (الإدارة الرئيسية لحماية الأسرار العسكرية والرسمية) في جميع مكاتب التحرير. لا يمكن طباعة أو بث أي قصة بدون موافقتهم الصريحة.
ظهرت في البداية في ألمانيا الشرقية مشاكل فريدة من نوعها بسبب قوانين السلطات المحتلة في ألمانيا المنقسمة (مثلًا المتعلقة بالسيطرة على وسائل الإعلام) والتي منعت الاستيلاء المباشر على جميع وسائل الإعلام. فرضت إدارة الاحتلال السوفييتي (الإدارة العسكرية السوفييتية في ألمانيا) سياسات الدعاية والرقابة على أجهزة الرقابة في ألمانيا الشرقية من خلال «قطاع الدعاية والرقابة». في حين لم تختلف السياسات المبدئية للإدارة العسكرية السوفييتية في ألمانيا بشكل كبير عن تلك الموجودة في المناطق الغربية المحتلة التي تنظم اجتثاث النازية، وأصبحت الرقابة واحدة من أهم الأدوات المعلنة المستخدمة للتلاعب بالتطورات الثقافية والفكرية والثقافية في ألمانيا الشرقية. حُلت المؤسسات والجمعيات الفنية التي كانت موجودة قبل الحرب العالمية الثانية وكان على جميع الجمعيات الفنية والمسارح التسجيل في الإدارة العسكرية السوفييتية في ألمانيا. فُرض حظر شامل على المعارض الفنية ما لم توافق عليها أجهزة الرقابة مسبقًا.
بعد التأسيس الرسمي لألمانيا الشرقية، وفي الحين الذي ينص فيه الدستور الرئيسي على أن «الرقابة على وسائل الإعلام غير مسموحة»، فقد نفذت رقابة رسمية وغير رسمية، رغم إنها كانت بنسبة أقل في السنوات الأخيرة. بعد ذلك، أشرفت ونفذت منظمتان حكوميتان على الرقابة الرسمية في ألمانيا الشرقية هما المكتب الرئيسي لشركات النشر وتجارة الكتب، والدائرة الرسمية لحقوق النشر. حدد المكتب الرئيسي لشركات النشر وتجارة الكتب درجة الرقابة وطريقة النشر وتسويق الأعمال. قيمت الدائرة الرسمية لحقوق النشر العمل، ومن ثم قررت ما إن كان مسموحًا بنشره أو نشر غيره في ألمانيا الشرقية أو في بلد أجنبي. بالنسبة للمسارح، أُنشئت لجنة مرجع تتألف من حزب الوحدة الاشتراكية الألماني الحاكم، واتحاد المسرح والمكتب الألماني الشرقي للشؤون المسرحية.
يتم تفتيش سيارات الزوار الغربيين الذين يقودون على امتداد الحدود الألمانية الغربية إلى ألمانيا الشرقية بشكل شخصي بحثًا عن «مواد دعائية» غربية ممنوعة. مع ذلك، وجدت السلطات الألمانية الشرقية من الصعب منع المواطنين من الاستماع إلى محطات الراديو الغربية وكان التلفزيون الغربي متوفرًا في معظم أنحاء جمهورية ألمانيا الديمقراطية. سرعان ما تم التخلي عن محاولات تشويش المحطات الغربية بسبب الاعتبارات التقنية والدبلوماسية.
راقبت غوسكوميزدات في الاتحاد السوفييتي جميع المواد المطبوعة المتعلقة بالسياسات والأيديولوجيا الرسمية للحزب الشيوعي، وأشرفت غوسكينو على جميع الأفلام السينمائية، وسيطر غوستيلي راديو على بث التلفزيون والراديو وكان القسم الأول في العديد من الوكالات والمؤسسات، كالمؤسسة الإحصائية الدولية (غوسكومستيت)، مسؤولًا عن ضمان وجود أسرار الدولة والمعلومات الحساسة الأخرى في أيدي السلطات فقط. دمر السوفييت مواد ما قبل الثورة والمواد الأجنبية في المكاتب، تاركين فقط «مجموعات خاصة(سبيكتخران)»، يمكن الوصول إليها بتصريح خاص من لجنة أمن الدولة. فرض الاتحاد السوفييتي الرقابة أيضًا على الصور بما في ذلك إزالة الأشخاص الذين تعرضوا للقمع من النصوص، والملصقات واللوحات والصور الفوتوغرافية.